# Neutron Dance
Neutron Dance est une chanson du groupe The Pointer Sisters, paru sur l'album Break Out fin 1983, puis en single en 1984.

## Historique
Sorti en single fin décembre 1984, soit un an après la sortie de Break Out, Neutron Dance se classe dans le top 10 des charts américains et à la première position des charts canadiens. Le titre fut utilisé dans le film Le Flic de Beverly Hills, lors de la scène de la poursuite en camion, et est intégré dans la bande originale.

### Tracklisting
7" single
1. Neutron Dance	  	3:53
2. Telegraph Your Love	4:02

### Classements
| Chart (1984/85)                                    | Position |
| -------------------------------------------------- | -------- |
| États-Unis Billboard Hot 100                       | 6        |
| États-Unis Billboard Hot R&B/Hip-Hop Songs         | 13       |
| États-Unis Billboard Hot Adult Contemporary Tracks | 23       |
| États-Unis Billboard Hot Dance Club Play           | 4        |
| Royaume-Uni                                        | 31       |
| Canada                                             | 1        |
| Allemagne                                          | 18       |
| Autriche                                           | 19       |
| Suisse                                             | 14       |
| Pays-Bas                                           | 21       |
| Suède                                              | 7        |
| Nouvelle-Zélande                                   | 17       |
| Australie                                          | 4        |

### Utilisation dans d'autres médias
La chanson est reprise par Les Chipettes dans l'épisode 15 dans la 3ème saison d'Alvin et les Chipmunks intitulé L'Histoire des Chipettes (The Chipette Story) diffusé en 1985.
La chanson est utilisée dans la saison 3 de Stranger Things.